# مارسين بورسكي
مارسين بورسكي (Marcin Borski، مواليد 13 أبريل 1973) هو حكم كرة قدم بولندي. يدير مباريات في دوري الدرجة الأولى البولندي منذ عام 1999، وهو حكم دولي في الفيفا منذ عام 2006. كان الحكم البولندي الوحيد لبطولة أمم أوروبا 2012.